# Mycetophyllia ferox
Mycetophyllia ferox là một loài san hô trong họ Mussidae. Loài này được Wells mô tả khoa học năm 1973.